# Amata pactolina
Amata pactolina är en fjärilsart som beskrevs av Walker 1864. Amata pactolina ingår i släktet Amata och familjen björnspinnare. Inga underarter finns listade i Catalogue of Life.